# Союз-2
«Союз-2» — безпілотний космічний апарат серії «Союз». Призначався для виконання стикування з космічний кораблем «Союз-3». Завдання не було виконано.

## Основні відомості
До цього польоту всі безпілотні експедиції іменувалися інакше: «Космос-133», «Космос-186» і т. д. Спочатку, найменування «Союз-2» було зарезервовано для пілотованого апарата, метою якого була б стикування з «Союз-1». Але після виходу «Союзу-1» на орбіту виявився ряд несправностей (не розкрилася одна з двох панелей сонячних батарей, корабель став відчувати дефіцит електроенергії), тому політ «Союзу-2» був відмінений і ім'я було дано безпілотному апарату. Неофіційно скасований політ став носити ім'я «Союз-2А».
Безпілотний «Союз-2», що стартував 25 жовтня 1968, брав участь у спільному польоті з запущеним днем раніше пілотованим «Союз-3». Обидва кораблі, в автоматичному режимі отримуючи команди від наземного ЦУПа, зблизилися на відстань в 200 метрів. Потім пілот «Союзу-3» в ручному режимі здійснив три невдалих спроби стикування. Зближення апаратів при цьому досягало 1 метра. Через нестачу палива пілот був змушений припинити спроби стикування.
Після цього «Союз-2» був спрямований до Землі і 28 жовтня 1968 здійснив посадку за 5 кілометрів від розрахункової точки.